# Villarosa
Villarosa é uma comuna italiana da região da Sicília, província de Enna, com cerca de 5.693 habitantes. Estende-se por uma área de 55 km², tendo uma densidade populacional de 104 hab/km². Faz fronteira com Alimena (PA), Bompietro (PA), Calascibetta, Enna, Santa Caterina Villarmosa (CL).

## Demografia
| Variação demográfica do município entre 1861 e 2011                               |
|                                                                                   |
| Fonte: Istituto Nazionale di Statistica (ISTAT) - Elaboração gráfica da Wikipedia |